# Province de Lecco
La province de Lecco (pruincia de Lecch en dialecte lombard occidental) est une province italienne, dans la région de Lombardie, peuplée de plus de 340 000 habitants, et dont le chef-lieu est Lecco. Elle formait à l'époque romaine une partie de la regio Insubrica, partie orientale du pays des Celtes Insubres.
Elle est frontalière au nord et à l'ouest de la province de Côme, à l'est et au nord de la province de Sondrio, à l'est de la province de Bergame et au sud de la province de Monza et de la Brianza.

## Géographie

### Relief

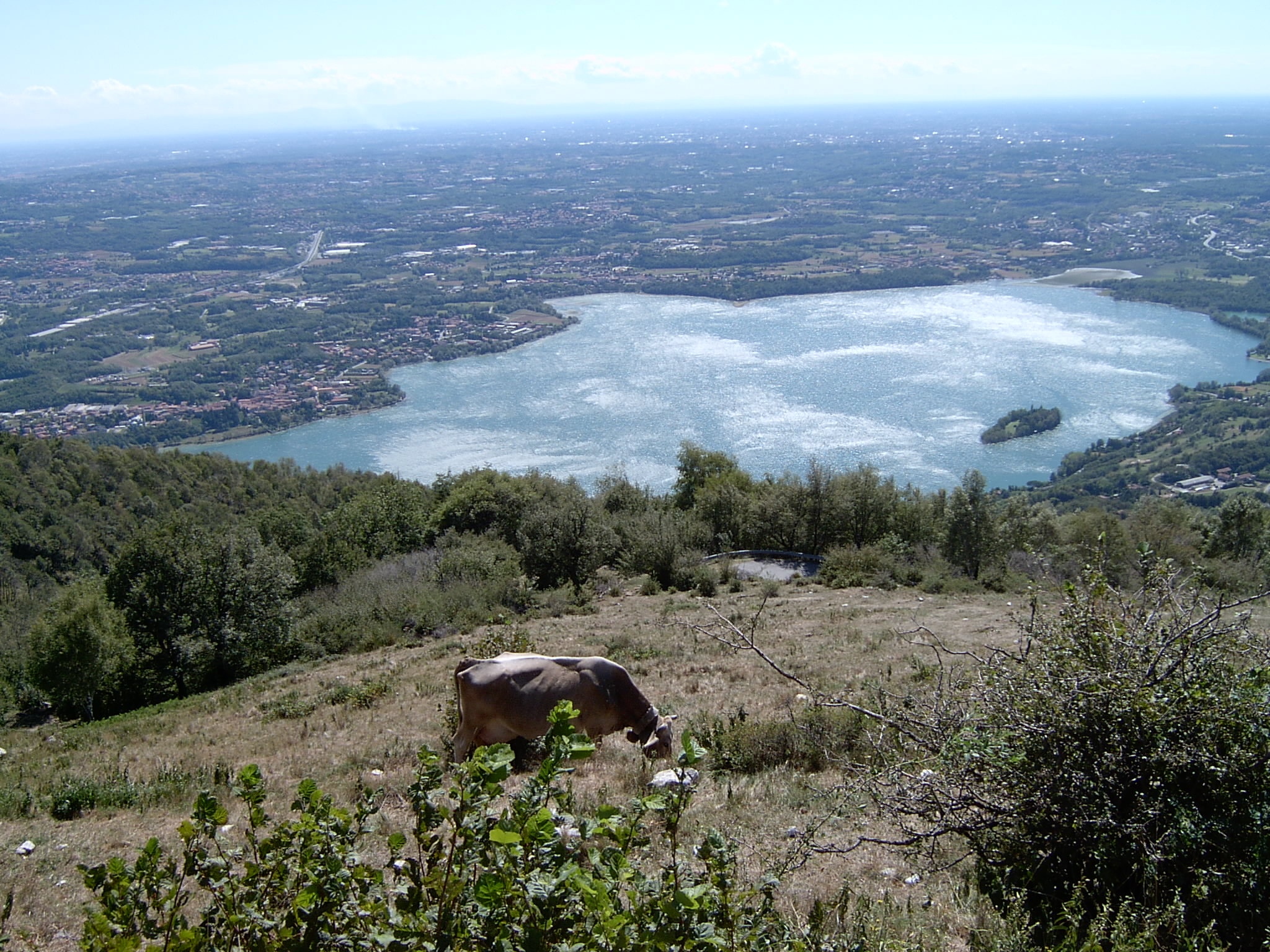
Panorama du lac de Pusiano depuis le mont Cornizzolo qui forme la frontière avec la Province de Côme.

La province de Lecco n'a qu'une superficie de 816 km2, avec plus de 600 km2 au-delà de l’Adda, dans la Valsassina. Le reste se trouve autour d'Oggiono, de Casate-Novo et en Meratese. En outre, 16 km2 dépendent de la commune d’Oliveto Lario qui, quoique située sur l'autre rive du lac de Côme, en Valsassina, se rattache aux préalpes d’Abbadia Lariana dans le Lecchese. La plaine est totalement absente du paysage : la province est montagneuse à plus de 70 %. Les principales montagnes sont :
- au nord, le Monte Legnone, d'altitude 2 609 m, point culminant de la région[2] ;
- au centre, la spectaculaire chaîne des Grigne comprenant : la Grigna Septentrionale ou Grignone haute de 2 409 m et la Grigna Méridionale ou Grignetta, d'une altitude de 2 184 m ;
- à l'ouest, outre le lac, le Monte Cornizzolo[3] haut de 1 240 m et le Monte Rai, d'une altitude de 1 259 m ;
- à l'est, le Mont Serrada ou Resegone de Lecco, d'une altitude de 1 875 m à la forme caractéristique en dents de scie ;
- au centre, le Monte Barro, d'une altitude de 922 m, incorporé au parc régional du mont Barro[4].

La province est largement lacustre, baignée pour l'essentiel par le lac de Côme ; elle compte également sur son territoire les lacs d'Annone, de Garlate et d’Olginate. À l'ouest, les communes de Rogeno, Bosisio Parini et Cesana Brianza s'étendent au bord du lac de Pusiano. On y trouve aussi pour cette raison de nombreux fleuves, dont les principaux sont l’Adda (à Lecco), le Lambro à Costa Masnaga, Rogeno et Nibionno. Les principales rivières sont la Molgora, la Bevera, affluent du Lambro, le Pioverna qui irrigue la Valsassina et le Varrone qui a creusé la vallée du même nom.

### Faune et flore

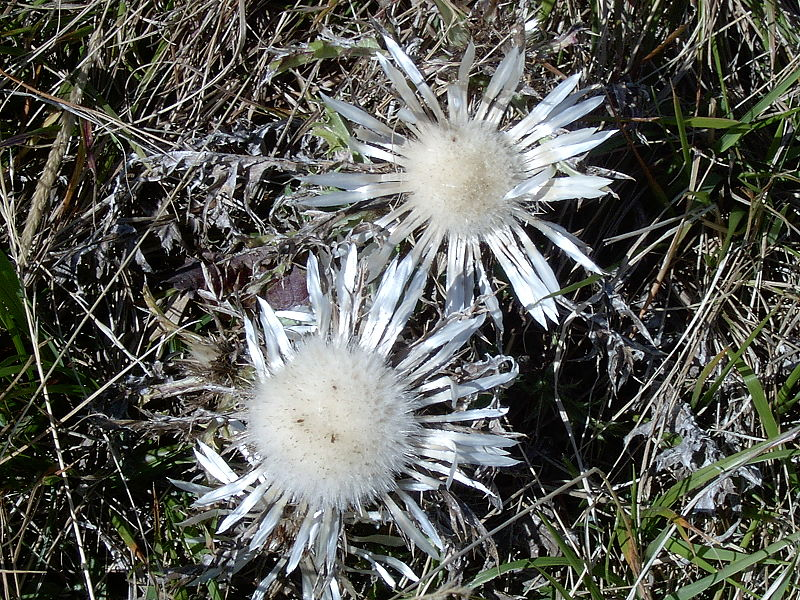
Spécimen de chardon.

À travers toute la Province il y a encore de nombreuses zones boisées, surtout dans la Valsassina où l'on trouve plusieurs forêts de conifères et de fleurs de montagne assez rares comme la gentiane. Le long du fleuve Lambro, la végétation se réduit à une forêt de feuillus (peupliers, chênes) et de nombreuses variétés de fleurs. Les versants des montagnes sont des prés dépouillés, adaptés à l'élevage. La faune a changé par rapport à celle des premiers siècles de notre ère : par exemple le sanglier, qui auparavant était abondant, a beaucoup régressé et se cantonne aujourd'hui au Cornizzolo ou à la Valsassine. Sont présents le chevreuil, le renard, le lièvre, le faucon, la buse variable et le héron.

### Démographie
La population de la Province de Lecco connaît une croissance soutenue, non par un solde naturel favorable, mais par l'immigration en provenance des autres villes et états. On pensait qu'en 2001 la population serait de 311 000 habitants et elle est de 341 000, soit 30 000 habitants en plus. Il y a 90 communes, et seulement six d'entre elles comptent plus de 10 000 habitants. La province est caractérisée par une importante fragmentation administrative en petites communes, surtout dans la Brianza Lecchese, où leur superficie est dans certains cas inférieure à 2 km2. Cette situation favorise une urbanisation sauvage, en particulier dans l'agglomération urbaine en étoile de Lecco.

## Histoire
Les premières traces de l'homme dans la province de Lecco ont été retrouvées dans la Vallée de la Curone entre les villes de Montevecchia et de Rovagnate, avec des vestiges attribués à l'homme de Neanderthal et remontant à  62 000 ans environ.
Au haut Moyen Âge, elle fut au centre d’une ligne fortifiée couvrant Mediolanum. Les archéologues ont mené des campagnes de fouille nombreuses sur le Monte Barro, à Garlate et à Civate,. Fief des Othoniens au Xe siècle, le territoire Lecchese fut graduellement incorporé au district de la Commune de Milan à partir du XIIe siècle, tout en demeurant divisé en deux comitati, celui de Lecco et celui de la Martesana.
De 1528 à 1532, la province de Lecco formait un fief directement dépendant du Saint-Empire romain germanique administré par le comte Gian Giacomo de Médicis.
En 1797, la République cisalpine institua un éphémère « département de la Montagne », avec pour chef-lieu Lecco, et dont les frontières coïncidaient presque exactement avec celles de la province actuelle. Mais dès l’année suivante, il était annexé au département d'Olona, avec pour capitale Milan.
Restitué à la couronne d’Autriche, le Lecchese fut annexé à la nouvelle province de Côme. Encore après l’indépendance, sous le royaume d'Italie, ce territoire faisait toujours partie de la province de Côme comme « circonscription de Lecco », supprimée en 1927.
C’est de cette époque que datent les pétitions en faveur d’une province détachée de celle de Côme mais il faudra attendre 1992 pour qu’aboutisse le regroupement de plusieurs communes des provinces de Côme et de Bergame. 84 des 90 communes étaient situées dans le territoire de Côme, les six autres (Calolziocorte, Vercurago, Monte Marenzo, Torre de' Busi, Erve et Carenno) étant successivement détachées de la province bergamasque.

### Crédit de traduction
- (it) Cet article est partiellement ou en totalité issu de l’article de Wikipédia en italien intitulé « Provincia_di_Lecco » (voir la liste des auteurs).